# Ляховичи (Мядельский район)
Ляховичи (бел. Ляхавічы) — деревня в Мядельском районе Минской области Белоруссии. Входит в состав Слободского сельсовета.

## История
В 1921—1945 годах деревня находилась в составе гмины Мядель Поставского повета Виленского воеводства.
До 28 мая 2013 года деревня входила в состав Старагабского сельсовета.

## Население
- 1921 год — 46 жителей, 8 дворов[2].
- 1931 год — 54 жители, 10 дворов[3].